# ガブリエウ・ヴェロン・フォンセカ・ジ・ソウザ
ガブリエウ・ヴェロン（Gabriel Veron）ことガブリエウ・ヴェロン・フォンセカ・ジ・ソウザ（ポルトガル語: Gabriel Veron Fonseca de Souza、2002年9月3日 - ）は、ブラジルのサッカー選手。FCポルト所属。ポジションはFW。

## クラブ歴
SEパルメイラスの下部組織在籍中の2018年6月に行われたFIFA U-17クラブワールドカップの決勝戦で得点をあげて優勝に貢献した。
2019年11月28日にカンピオナート・ブラジレイロ・セリエAでヴィリアンに代わって投入され、17歳にしてトップチーム初出場を記録した。
2022年7月22日、FCポルトへ完全移籍。

## 代表歴
2019年10月から11月にかけて行われた2019 FIFA U-17ワールドカップのメンバーとして出場し、同大会16年ぶりの優勝を成し遂げた。

## 人物
ヴェロンの名はフアン・セバスティアン・ベロンに肖ってつけられたものである。